# 오노촌 (가나가와현)
오노촌(일본어: 大野村)은 일본 가나가와현 고자군에 위치했던 촌이다. 
1941년 4월 29일에 인접한, 2정 6촌과 신설합병해 가나가와현 고자군 사가미하라정이 되었다. 현재의 사가미하라시 주오구와 미나미구의 일부에 해당한다.

## 개요
옛 취락은 사카이가와 강변의 계단식 구릉 아래에 위치하며, 에도시대에는 상류 쪽에서 가미야베촌, 후치노베촌, 우노모리촌, 가미쓰루마촌이 형성되어 있었다. 마을 서쪽의 구릉 위에는 사가미노 대지(사가미하라 대지)가 펼쳐져 있으며, 물이 부족해 들판이 되어 있었다. 에도 시대 초기 간분(寛文)년대의 야베신덴(矢部新田)을 시작으로 사카이강 강변의 마을을 본촌으로 하는 신전 개발이 이루어졌고, 그 뒤를 이어 후치노베(淵野辺)신전, 오누마신전이 개척되었다. 메이지 유신 이후에도 고원의 개척은 계속되어 1880년의 나카와다 신개, 1882년의 시노하라 신개, 1887년의 다니구치 신개, 1888년의 나카무라 신개 등이 개척되었다. 
1889년 정촌제 시행에 의해 가미야베촌, 야베신타촌, 후치노베촌, 우노모리촌, 가미쓰루마촌이 합병해 새롭게 오노촌으로 명명되었다. 옛 마을을 이어받은 가미야베, 야베신타, 후치노베, 우노모리, 가미쓰루마의 5개 오아자(大字)를 편성하고, 촌사무소는 그 거의 중간에 위치한 후치노베의 오아자시모 나가쿠보(현 후루후치 3초메)에 두었다. 
촌 지역에 철도가 설치되었지만, 후치노베역 부근을 제외하고는 전체적으로 농촌으로서의 성격은 크게 변한게 없었다. 그러나 1936년 이후 육군 시설이 잇따라 이전-개설되면서 농촌에서 군도로서의 면모를 짙게 드러내게 되었다. 

## 역사
- 1889년 4월 1일 - 정촌제 시행에 의해 가미야베촌, 야베신타촌, 후치노베촌, 우노모리촌, 가미쓰루마촌이 합병해 오노촌이 되었다.
  - 면적은 25㎢로 당시 고자군에서 가장 큰 마을이었다.
  - 인구: 3,888명(1890년, 4,640명(1910년), 11,745명(1941년)
- 1908년 9월 23일 요코하마 철도(현 동일본 여객철도(JR 동일본) 요코하마선)가 부치노베역이 마을 지역에 개설됨.
- 1927년 4월 1일 오다와라 급행 철도(현: 오다큐 전철) 오다와라선 개통.
- 1929년 4월 1일 오다와라 급행 철도 에노시마선이 개통되어 마을 지역에 히가시바야시마역(현 히가시바야시마역)이 개설되었다. 또한, 오다와라선과의 분기점에 오노 신호소(사가미오노 분기점과는 별개)가 개설된다.
- 1938년 3월 1일 마을 지역에 오다와라 급행 철도의 병원 앞 역(개업 직후 사가미와라역으로 개칭, 1941년 오다큐 사가미와라역으로 개칭). (현: 오다큐 사가미와라역)이 개설된다.
- 1938년 4월 1일 오노 신호소가 통신학교역(현: 사가미오노역)으로 승격.
- 1941년 4월 29일 - 아사미조촌, 아라이소촌, 오사와촌, 아이하라촌, 가미미조정, 사마정, 다나촌과 신설합병에 의해 사가미하라정이 신설되었다.
  - 사가미하라 정사무소가 후치노베(현 오노키타 출장소 부근)에 있었으나, 같은 해 9월 1일 구 가미미조정 사무소로 이전했다.
  - 오노 촌사무소는 사가미하라 정사무소 오노 출장소가 된다.

## 참고 문헌
- 相模原市史
- 角川日本地名大辞典編纂委員会,『角川日本地名大辞典 神奈川県』1984, 角川書店